# تورمولینوس ۷۳
تورِمولینوس ۷۳ (اسپانیایی: Torremolinos 73‎) یک فیلم کمدی اسپانیایی-دانمارکی به کارگردانی پابلو برگر است که در سال ۲۰۰۳ منتشر شد.

## بازیگران
- خاویر کامارا
- کاندلا پنیا
- خوان دیه‌گو
- مس میکلسن
- مالنا آلتریو
- فرناندو تخه‌رو
- رامون بارئا
- بارد اووه
- خائیمه بلانچ
- تینا سائینس